# Llau de les Esplugues
La llau de les Esplugues, és una llau del terme de la Pobla de Segur, al Pallars Jussà, prop del límit amb l'actual terme de Baix Pallars, del Pallars Sobirà (antic terme de Peramea).
Deu el seu nom a la presència de nombroses balmes, esplugues, com la que a la vall principal del Barranc de Sant Pere conté les restes del monestir de Sant Pere de les Maleses.
Es forma a prop i just al nord del poble de Montsor, en els vessants orientals del Serrat de la Pleta, des d'on davalla cap a llevant passant pel nord de la Muntanyeta de Comursí, al nord-est de la qual s'aboca en el barranc de Sant Pere.